# きりばやしひろき
きりばやしひろき（本名：桐林広樹、1971年10月12日 - ）は、日本の音楽家。ドラマーであり、ギターやキーボードなどの楽器も含めたマルチプレイヤー。「楽器挫折者救済合宿」の主宰者。

## 人物・来歴
山梨県出身。高校卒業後すぐに上京し、バンド「LAUGHIN' NOSE」のツアーにドラマーとして参加。解散まで全ツアーをサポート。その後メンバーのチャーミー（ボーカル）のソロアルバムなどにも参加するほか、同じくメンバーのWANG-TANG（ベース）との新バンドの他様々な活動を開始。
1994年、ロックバンド「叫ぶ詩人の会」でメジャー・デビュー。ドラマー、ギタリスト、キーボーディスト、マニピュレーター、作・編曲家として活動。
2000年、ソロユニット「dashman」を立ち上げ、自身のライブ活動を行いながら、同時に数多くのバンドのサポートドラマーとしても活躍。
2003年、楽器の挫折経験者や未経験者に合宿形式で楽器演奏を指導する「楽器挫折者救済合宿」を主宰。バンド「SunnydayOrange'」のメンバーとして、ライブ活動や音楽制作を開始。
2008年12月6日のライブを最後にバンド「SunnydayOrange'」より脱退。
2009年より"静"の活動を開始。2名でバンドアンサンブルを構築するというストイックなスタイルでライブを中心に活動。
2009年4月にdashman「ゴースト」、2011年7月にdashman「密室」を、それぞれ一人で舞台に立ち、披露。一人で様々な楽器を演奏するのは勿論、それ以外に演劇やお笑いの要素を盛り込んだ。少々過激な内容であるため、公演後、本人自らdashmanを封印したと発表した。その他、ラジオパーソナリティ、著書の執筆、各種アイテムのイラスト・デザインなどに活動している。

## 関連アーティスト
以下のバンド・アーティストのライブや作品制作に携わる。
- LAUGHIN' NOSE
- ザ・スターリン
- 森重樹一
- 恩百香
- Acma
- TAZ BAND
- きんばらしげゆき
- 黄金の手
- SHILFEE AND TULIPCOROBOCKLES
- 静

## 楽器挫折者救済合宿
2003年より、楽器の挫折経験者や未経験者に合宿形式で楽器演奏を指導する「楽器挫折者救済合宿」を主宰している。
「叫ぶ詩人の会」のファンクラブ企画で、楽器未経験者に合宿形式でバンド演奏を指導して好評を得たことがきっかけ。チューニングすら出来なかった楽器未経験者を、短期間でプロのステージにまで導いたという異例のキャリアの持ち主で、その経験を活かしている。
楽器演奏を楽しむことを目的とし、楽器挫折者救済マジック「困難は避けて通る」をベースに、他の教則本とは異なり、「究極の逃げ道」を提供して、短時間で演奏できるよう指導している。

## 主な出演番組

### テレビ
- テレビ朝日 - 金髪先生（1996年 - 1998年）
- きりばやしひろきのブロードバンド!ニッポン（2004年4月 - 2004年9月）
- ひろきと麻子のブロードバンド!ニッポン（2004年10月 - 2005年3月）
- NHK教育 - あなたもアーティスト 挫折者救済! きりばやしひろきのギター塾（2011年10月 - 11月）

他

### ラジオ
- NHK名古屋放送局 - FMトワイライト隔週木曜担当（2006年4月 - 2008年3月）、火曜担当（2008年4月 - ）

他

## 出版
- 楽器挫折者救済合宿～ギター・ジャカジャカ～
- ギター挫折者救済ピース vol.1-4
- 大人のための3日間楽器演奏入門～誰でもバンド演奏できるプロの裏ワザ

## 連載

### 携帯コンテンツ
- ニッポン放送Mobile「楽器の遣い」（毎月1日更新）2004年4月 -

楽器の使い方や世界の楽器を紹介。待受画面として使用できる直筆イラストも掲載。
- オリコン音楽情報「楽器挫折者救済雑学」（毎週火曜日更新）2004年1月 - 2008年4月

楽器初心者・挫折者向けの楽器雑学コラム。
- ミュージックトレード

毎月連載。

### メルマガ
- 「1分で読める!楽器挫折者のための救済めるまが」（毎週木曜日発行）2003年11月 -

## イラスト・デザイン
落書きが趣味の一つであり、関連するグッズのイラスト・デザインも数多く手掛けている。
- dashmanロゴマーク

自身のステージでのセッティングをイメージしてデザインしたもの。ドラムセットとキーボードが描かれている。
実際ライブでは、左手でキーボードを弾き、右手・両足でドラムを叩くこともある。ギターとドラムを同時に演奏したりもする。
- 「楽器挫折者救済合宿」のTシャツ

「楽器挫折者救済合宿」では、合宿参加者しか購入できないTシャツを販売している。このTシャツは毎年、きりばやしひろきがデザインしている。
- 著作・コラムのイラスト

著作の表紙や文中のイラストも自身で担当している。コラム「楽器の遣い」では、世界の楽器のイラストを描いている。